# Want You Tour
Want You Tour는 빅뱅의 두 번째 단독 콘서트이자 첫 전국 투어로, 2007년 5월부터 7월까지 개최되었다. 전국 5개 지역(인천, 춘천, 대구, 창원/부산, 전주)을 돌며 신인으로서는 예매율 97%라는 놀라운 관객동원력을 기록했다.

## 멤버 부상
- 2007년 7월 15일 창원 KBS홀에서 열린 콘서트에서 노래 "흔들어"가 시작될 때 터진 화약 파편이 지드래곤의 눈에 맞는 사고가 발생했다.[4]
- 2007년 7월 29일 전주에서 열린 콘서트에서 T.O.P은 "Run To You"를, 대성은 솔로곡 "웃어본다"를 부른 후 각각 3ｍ 높이 무대에서 떨어지는 사고를 당했다.[5]

## 스페셜 게스트
- 거미 (창원 공연)[6]

## 세트 리스트
1. "BIG BANG"
2. "V.I.P."
3. "My Girl" (태양 solo)
4. "눈물뿐인 바보"
5. "We Belong Together" (feat. 박봄)
6. "Forever with You" (feat. 박봄)
7. "웃어본다" (대성 solo)
8. "Big Boy" (T.O.P solo feat. 이은주)
9. "다음 날" (승리 solo)
10. "She Can't Get Enough"
11. "Dirty Cash"
12. "This Love" (G-Dragon solo)
13. "La-La-La"
14. "Good-Bye Baby"
15. "흔들어" (feat. 이은주)
16. "Dirty Cash" (remix)

## 투어 일정
| 날짜            | 도시 | 국가     | 장소                      | 관객 수 |
| --------------- | ---- | -------- | ------------------------- | ------- |
| 2007년 5월 27일 | 인천 | 대한민국 | 삼산월드체육관            | 64,000  |
| 2007년 6월 17일 | 춘천 | 대한민국 | 강원대학교 백령문화회관   | 64,000  |
| 2007년 6월 30일 | 대구 | 대한민국 | 엑스코 컨벤션센터         | 64,000  |
| 2007년 7월 15일 | 창원 | 대한민국 | KBS 창원홀                | 64,000  |
| 2007년 7월 29일 | 전주 | 대한민국 | 한국소리문화의전당 모악당 | 64,000  |